# Eudesmia loccea
Eudesmia loccea là một loài bướm đêm thuộc phân họ Arctiinae, họ Erebidae.